# Philodendron ferrugineum
Philodendron ferrugineum är en kallaväxtart som beskrevs av Thomas Bernard Croat. Philodendron ferrugineum ingår i släktet Philodendron och familjen kallaväxter.
Artens utbredningsområde är Panamá. Inga underarter finns listade.